# 잉글랜드의 공위시대
잉글랜드의 공위시대(영어: English Interregnum)는 1649년 1월 30일 찰스 1세가 처형된 후로부터 왕정복고가 된 1660년 5월 29일 그의 아들인 찰스 2세가 런던에 도착하기까지의 기간이다. 공위시대 동안 잉글랜드는 다양한 형태의 공화정 하에 있었다.

## 같이 보기
- 잉글랜드 연방 (잉글랜드 공화국)
- 호국경 정치
- 공위시대 (영국)
- 공위시대 (스코틀랜드)
- 공위시대 (아일랜드)
- 공위시대 (동음이의)